# كايو بونغبرايون
كايو بونغبرايون (بالتايلندية: แก้ว พงษ์ประยูร)‏ (مواليد 28 مارس 1980) هو ملاكم تايلاندي، مثّل بلاده في الألعاب الأولمبية الصيفية 2012.

## روابط خارجية
كايو بونغبرايون على موقع أوليمبيديا (الإنجليزية)